# Ерл Палмер Халлібартон
Ерле Палмер Халлібертон був американським бізнесменом, який спеціалізувався на нафтопромислових послугах.

## Раннє життя
Галлібертон народився 22 вересня 1892 року поблизу Хеннінга, штат Теннессі, в сім'ї Лу Емми (Котран) і Едвіна Грейвза Галлібертона. Коли Холлібертону було 12 років, помер його батько. У 14 років Холлібертон пішов з дому, щоб прогодувати сім'ю. У юності він навчився керувати важкими механізмами, такими як локомотив, паровий кран і паровий екскаватор. Пізніше Халлібертон був продавцем у Нью-Йорку.

## Ділова кар'єра
До того, як Сполучені Штати Америки вступили в Першу світову війну, Халлібертон отримав знання про суднобудування як член ВМС США. Після звільнення в запас в 1915 році він відправився на нафтові промисли Каліфорнії, де зміг застосувати методи, аналогічні тим, з якими він працював у ВМС. Його прагнення та почуття новаторства незабаром привели його до конфлікту зі своїм начальником Алмондом Перкінсом. Пізніше Халлібертон пожартував, що найняти та звільнити з компанії Perkins Oil Well Cementing Company були двома найкращими можливостями, які він коли-небудь отримував.
Потім Халлібертон переїхав до Дункана, штат Оклахома, де він винайшов, вдосконалив і запатентував новий метод цементування нафтових свердловин. Згідно з одним із написів на зображеному пам’ятнику, метод Холлібертона «ізолює різні свердловинні зони, захищає від обвалення обсадної труби та дозволяє контролювати свердловину протягом її продуктивного терміну». У 1919 році, базуючись на цьому новому методі, компанія Halliburton заснувала Duncan's New Method Oil Well Cementing Company. До 1922 року компанія працювала як Halliburton Oil Well Cementing Company. 5 липня 1961 року вона стала називатися Halliburton Company.
Halliburton також заснував Southwest Air Fast Express, який пізніше був придбаний American Airlines .
Halliburton розробив алюмінієві валізи, які зараз виробляє Zero Halliburton.
У 1957 році Halliburton був включений до Зали слави Оклахоми .
Халлібертон помер 13 жовтня 1957 року в Лос-Анджелесі у віці 65 років.

## Інтернет-ресурси
- Yearbook portrait of Erle Halliburton, Los Angeles, 1935. Los Angeles TimesPhotographic Archive (Collection 1429). UCLA Library Special Collections, Charles E. Young Research Library, University of California, Los Angeles.